# Luis Correa
Luis Correa (* 2. April 1928 in El Trébol; † 23. April 1992 in Mar del Plata) war ein argentinischer Tangosänger.

## Leben und Wirken
Correa begann 1951 in Mar del Plata als Tangosänger aufzutreten und wurde Gewinner des Wettbewerbs Ronda de cantores von Radio El Mundo. Sein professionelles Debüt hatte er 1953 mit dem Orquesta Típica Francini-Pontier, mit dem auch seine frühesten Aufnahmen entstanden. Weitere Erfahrungen als Sänger sammelte er in den 1950er und Anfang der 1960er Jahre mit den Orchestern Alberto Manciones, Ernesto Rossis, Fulvio Salamancas, Héctor Varelas und Miguel Calós.
Seine Laufbahn als Solist begann er beim Label Columbia Records. Nach einer Tournee durch Chile, Brasilien, Uruguay, Puerto Rico, Ecuador und Venezuela nahm er 1968 mit dem Orchester José Bassos acht Titel auf, zwei davon im Duo mit Juan Carlos Godoy. Er hatte dann Auftritte in Theatern, im Radio und Fernsehen und trat bei einer Tournee durch die USA u. a. im Miami, New York und Los Angeles auf.

## Aufnahmen
mit Francini-Pontier
- Noche de locura
- Perdóname

mit Mancione
- Chuzas

mit Salamanca
- Así se baila hoy
- Yo soy del tiempo aquel (von Rafael Moreno und Antonio Cantó)
- Amarraditos

mit Varela
- Lilián
- Qué tenés que hablar de mí
- Esas cosas del corazón
- Si me esperaras a mí

mit Caló
- A mucha honra
- Dos fracasos

mit Basso
- El rosal
- Una piba como vos
- Secuestro